# Bonaparte, Iowa
Bonaparte là một thành phố thuộc quận Van Buren, tiểu bang Iowa, Hoa Kỳ. Năm 2010, dân số của thành phố này là 433 người.

## Dân số
Dân số qua các năm:
- Năm 2000: 458 người.
- Năm 2010: 433 người.